# Salma Hany
Pour les articles homonymes, voir Hany.
Salma Hany Ibrahim Ahmed (سلمى هاني إبراهيم أحمد (), née le 5 août 1996 à Alexandrie, est une joueuse professionnelle de squash représentant l'Égypte. Elle atteint, en janvier 2022, la 7e place mondiale sur le circuit international, son meilleur classement.

## Biographie
En 2011, elle remporte le British Junior Open en moins de 15 ans.
Elle réalise sa première grosse performance en 2015 en battant Laura Massaro, 3e mondiale lors du tournoi Carol Weymuller Open et confirme en octobre 2017 lors de l'US Open en éliminant au 1er tour Sarah-Jane Perry, 7e joueuse mondiale et vainqueur la semaine précédente du Netsuite Open. Lors du Tournoi des champions 2019, elle s'impose à nouveau face à Laura Massaro.
En janvier 2020 au Tournoi des champions 2020, elle s'impose face à sa compatriote Nour El Tayeb, 4e joueuse mondiale.
Elle intègre le top 10 mondial pour la première fois en octobre 2020, En mars 2021, elle se hisse pour la première fois en demi-finale d'un tournoi platinum, le Black Ball Squash Open s'inclinant face à l'Américaine Amanda Sobhy. En septembre 2021, elle bat la no 2 mondiale Nouran Gohar en quart de finale du Netsuite Open puis Joelle King avant de s'incliner en finale face à Amanda Sobhy.

## Palmarès

### Titres
- Open de Manchester : 2025
- Open d'Australie : 2024

### Finales
- Open du Canada de squash 2023
- CIB Zed Squash Open 2022
- Open de Malaisie : 2021
- Netsuite Open : 2021
- Open de Macao : 2018